# سيدني بيترسون
سيدني بيترسون (بالإنجليزية: Sidney Peterson)‏ هو مخرج أمريكي، ولد في 15 نوفمبر 1905، وتوفي في 24 أبريل 2000.

## وصلات خارجية
- سيدني بيترسون على موقع IMDb (الإنجليزية)
- سيدني بيترسون على موقع ألو سيني (الفرنسية)
- سيدني بيترسون على موقع أول موفي (الإنجليزية)
- سيدني بيترسون على موقع قاعدة بيانات الأفلام السويدية (السويدية)
- سيدني بيترسون على موقع قاعدة بيانات الفيلم (الإنجليزية)
- سيدني بيترسون على موقع كينوبويسك (الروسية)